# Quark-Nova
Eine Quark-Nova ist ein hypothetischer Typ einer Supernova, bei der ein Neutronenstern in einen Quarkstern umgewandelt wird.
Neutronensterne sind ein möglicher Endpunkt  der Sternentwicklung, bei dem der Fermi-Druck einen weiteren Gravitationskollaps verhindert. Neutronensterne sind in Radiopulsaren, Röntgenpulsaren und Röntgendoppelsternen nachgewiesen und werden in weiteren Sternklassen wie den Soft Gamma Repeatern vermutet. Die Obergrenze der Masse eines Neutronensterns, die Tolman-Oppenheimer-Volkoff-Grenze, ist nicht genau bekannt. Nach Untersuchungen bei verschiedenen Pulsaren dürfte sie bei mindestens zwei Sonnenmassen liegen.
Ein Quarkstern ist ein hypothetischer Stern mit einer höheren Bindungsenergie und entsprechend einem kleineren Radius als ein Neutronenstern. Ein Quarkstern würde fast vollständig aus einem Quark-Gluon-Plasma bestehen. Die Zustandsgleichungen hochverdichteter Materie sind aber experimentell nicht zugänglich und daher ist nicht bekannt, ob Quarksterne wirklich existieren.

## QN als Arbeitshypothese für verschiedene Beobachtungen
Quark-Novae werden für eine Reihe von Eigenschaften astronomischer Objekte als Arbeitshypothesen verwendet:
- Double-humped Supernovae zeigen in ihren Lichtkurven zwei Maxima, die als Doppelhöcker bezeichnet werden. Während das erste Maximum als eine normale Supernovaexplosion mit der Entstehung eines Neutronensterns interpretiert wird, könnte das zweite als eine Energiefreisetzung durch eine Quarknova interpretiert werden. Danach hat der Neutronenstern nicht über die Fluchtgeschwindigkeit beschleunigte Materie akkretiert und ist in einen Quarkstern kollabiert.[2] Als Kandidaten für diese Doppelexplosionen gelten SN 2009ip, SN 2010mc und SN 2006gy.[3]
Alternative Modelle für diese Supernovae: Im Fall von SN 2009ip[3] könnte es sich um einen Supernova-Impostor handeln und bei SN 2006gy[4] um eine Hypernova, deren große Leuchtkraft durch eine Paarinstabilitätssupernova und durch Wechselwirkung mit zirkumstellarer Materie hervorgerufen wurde.
- Einige ungewöhnliche Röntgenpulsare zeigen Anti-Glitches, bei denen sich die Rotationsperiode der Sterne kurzfristig verringert. Dies wird teilweise als eine Akkretion von Materie von einer retrograden Akkretionsscheibe auf einen Quarkstern interpretiert.[5]
 Alternativ lässt sich das beobachtete Verhalten auch erklären, indem statt einem in einer Quark-Nova entstandenen Quarkstern ein massiver Weißer Zwerg mit einem starken Magnetfeld angenommen wird.[6]
- Quark-Novae in frühen Sternen der Population III sind Verursacher des kosmischen Lithiumproblems. Dieses wurde hervorgerufen durch die konstante Häufigkeit von Lithium in Weißen Zwergen unabhängig von der Metallizität und der Temperatur der kompakten Sterne im galaktischen Halo. Diese Häufigkeit liegt weit unter den Werten, die vom Standardmodell des Urknalls vorhergesagt werden. Die stark abgereicherte Materie, die von Quark-Novae zurück in die interstellare Materie abgegeben wird, könnte die Ursache sein.[7]
- Anhand der Phillips-Beziehung von Supernovae vom Typ Ia, die einen Zusammenhang zwischen der absoluten Helligkeit und der Geschwindigkeit des Helligkeitsabfalls beschreibt, ist die beschleunigte Expansion des Universums entdeckt worden. Die Ursache thermonuklearer Supernovae wird in einem Überschreiten der Chandrasekhar-Grenze der Masse eines Weißen Zwergs mit einem CO-Kern vermutet, der von einem Begleiter Masse akkretiert. Die Schwäche dieses Modells liegt im Problem, die Explosion zu simulieren und die Vorläufersysteme der Ia-Supernova zu beobachten.
Ein alternatives Modell[8] vermutet die Ursache dieser Supernovae in einem engen Doppelsternsystem aus einem Neutronenstern und einem Weißen Zwerg. Nach einer Akkretion von Materie von dem Weißen Zwerg kommt es zu einer Quarknova, wenn der Neutronenstern kollabiert, und diese Explosion entzündet wie im traditionellen Modell ein Kohlenstoffbrennen auf dem Weißen Zwerg. Die bei dem Ereignis freiwerdende Energie ist damit abhängig von der Quarknova und der Masse des Weißen Zwergs. Die Masse eines Weißen Zwergs ist aber abhängig von der Masse des Vorgängersterns (je größer die Masse des Vorgängers, desto massereicher der Weiße Zwerg).
Folgt man der Quarknova-Hypothese für die thermonuklearen Supernovae, so ist die beschleunigte Expansion des Universums nicht real, sondern eine Folge der höheren mittleren Masse der Weißen Zwerge kurz nach der ersten Starburst-Generation im Vergleich zu heute.